# Cambefortantus blanci
Cambefortantus blanci är en skalbaggsart som beskrevs av Renaud Maurice Adrien Paulian 1975. Cambefortantus blanci ingår i släktet Cambefortantus och familjen bladhorningar. Inga underarter finns listade.